# Monster Collection
Monster Collection（日文：モンスター・コレクション或モンスター・コレクションTCG，簡稱：モンコレ，以下稱為遊戲）是一款由日本グループSNE開發，並於1997年中富士見書房發售的集換式紙牌遊戲。不過在2003年12月推出 "聖王の刻印" 系列後起暫時停止出售新系列，一直到2008年7月後重新推出新系列 "神霊獣の咆哮"。
2011年8月開始由發售"水瓶戰記"的Broccoli取得遊戲的經營權。
於2000年推出的日本動畫"六門天外"就是利用本遊戲的世界觀來作為背景。

## 概要
遊戲是二名玩家在各自牌堆中抽出卡片，並在一個4*3棋盤上配置地形牌，並召喚生物或裝備品，利用這些生物來保護自己的領土，或移動這些生物到對方的領土上進行戰鬥，最終攻入對方的本陣以取得勝利，因此遊戲的玩家能同時享受戰棋遊戲和集換式紙牌遊戲的趣味。
遊戲的特色除了是必須在棋盤上進行戰鬥外，一般遊戲中越強的生物必須在後期才能召喚，遊戲中的生物不需支付費用就可召喚出來，因此在第一回合就把自己最強的生物召喚出來是可能的，但每一個生物必須召喚在自軍本陣的格上（遊戲中的棋格稱為地形），每一格地形都有其容量限制，地形中或移動到該地形中的生物等級相加後不能超過該地形的容量，每隻生物身上一般都帶有特殊能力（如：能使用道具，能使用魔法，強化自己或隊友，對敵軍造成傷害），越強的生物的等級就越高，所以強大的生物往往只能單獨戰鬥，而等級低的生物雖然基本能力較低，但往往能組成團隊參與作戰，能在戰鬥中使用較多的特殊能力來互相支援，起到以弱勝強之效。
而遊戲的抽牌的機會是比其他同類遊戲來得多，在回合的開始和結束時的手牌整理階段中，玩家都可以把自己的手牌棄掉，然後從牌組中抽牌到手牌上限為止，使這遊戲的玩家能常常抽到自己想要的牌，而另一方面，遊戲中有大量的事情需要用到骰子來決定，如:攻擊的順序，部分戰鬥魔法或生物能力所造成的傷害等。

## 遊戲規則
本遊戲的規則是很複雜的，以下的內容只是大概說明遊戲的基本流程和重要的概念。

### 遊戲的準備
玩家必須準備自己的牌組，牌組的卡片數量必須正好是50張，同名卡最多只可以放入3張，雙方玩家各自準備1個或以上的六面骰。
遊戲中會以d來代表擲骰子，2d就是代表要擲2粒骰子來決定該數值。

### 遊戲勝利條件
遊戲沒有生命點數的概念，牌堆清空也不會戰敗。
成功進軍對方的本陣的玩家勝利，或在某些特殊情形，將進行勝利判定來決定勝負。

### 遊戲流程

#### 開局準備
遊戲會在一個4*3格棋盤上進行，棋盤的形式如下:
6・5・4
3・2・1敵軍領土
1・2・3自軍領土
4・5・6
其中的5為玩家的本陣，遊戲開始時必須各自將牌堆最上的一張牌以背面向上的方式放置在其上，遊戲的最重要的目的就是保護好自軍領土的本陣和攻入敵軍領土的本陣。

#### 回合流程
1. 第1次手牌整理階段（先攻玩家第一回合跳過此階段）
2. 主回合階段（先攻玩家第一回合跳過此階段）
3. 普通召喚階段
4. 第2次手牌整理階段
5. 回合結束階段

#### 戰鬥階段
在遊戲中主回合階段時，生物是可以進行移動，當生物移動至有敵對生物存在的地形時，就會發生戰鬥。
在戰鬥的過程中，玩家可以自由安排生物的隊列（靠前的生物會首先承受傷害，而超過其防禦力的傷害會繼續對後列的生物造成傷害），進行即時召喚。
值得一提的是戰鬥階段中玩家攻擊順序的決定因素和進攻或防守方無關，而是雙方會同時擲骰，再把骰子的的數字和參與該次戰鬥的卡片上的イニシアチブ(主動值，卡片能力的一種，有加值和減值）進行相加減後，再以得出的數值來決定攻擊順序。數字不一致時，數字較大的先進行攻擊，先對敵軍造成傷害，然後存活下來的生物才會進行反擊。數字一致時，雙方同時進行攻擊，互相對敵軍造成傷害。
而進攻方必須消滅所有敵軍並有生物存活才能佔領該地形。

## 遊戲中的卡牌
遊戲中的卡牌有稀有度，種類，屬性，種族，勢力之分。
卡牌稀有度分成四種，分別是梅花（超稀有），星（稀有），方塊（普通），三角（頻繁）。
卡牌屬性分成六種，分別是:水，火，風，土，聖，魔。
卡牌的所屬勢力是BLOCK 3後才出現的新分類方法，在遊戲中沒有實際的作用，只是提醒玩家這些卡牌是能互相合作的。
卡牌的種族有點像所屬勢力，種族有一般遊戲中常見的龍族或精靈族等，也有少見的魔女或河馬人等，同種族的生物能互相合作，但不同於勢力，遊戲中有部分卡牌是要指定種族才能使用，或只能影響特定種族。

卡牌種類分成:
生物
遊戲中的主角，在戰場中的生物相當於戰棋遊戲中的棋中，能按其移動力來進行移動（按移種距離分成步行，飛行和長距離飛行），各有不同的攻防能力和特殊能力，有使用魔法或道具的能力。一般只能在本陣中召喚，但有即時召喚能力（手牌中等級欄位為黑底白字）的生物能在戰鬥階段中召喚到戰鬥地形上，遊戲中存在"英雄卡"，英雄卡為屬性符號旁有皇冠標誌的生物卡，皇冠標誌中的數字為英雄點，英雄卡召喚在戰場上就要從牌庫把和英雄點相符的卡牌移到墓場中，同名英雄卡只能有一隻存在在戰場上。
戰鬥魔法
必須以生物上的魔力支付戰鬥魔法上注明的費用才能使用，能在戰鬥中使用，有強化生物也有對生物造成傷害的戰鬥魔法。
道具
分成消耗品和裝備品，有"アイテム:x "的生物才能使用，消耗品使用後就要棄掉，裝備品則能裝在生物上以強化該生物。
地形
能配置在空地上的卡，各有不同的容量或種類，生物只能在配置了地形卡或代理地形（代理地形是玩家把牌堆最上的一張牌以背面向上的方式放置在戰場）的地形上移動，特定的生物能在指定種類的地形上發揮強大的實力。

## 卡牌的插畫師
遊戲中卡牌上有精美的插畫，參與插畫工作的插畫師主要包括:
| | |                                                                                  |
| - 相沢美良 - 青木邦夫 - 天野喜孝 - 雨宮慶太 - いのまたむつみ - 桜瀬琥姫 - 開田裕治 - 加藤龍勇 - 後藤啓介 - 金澤尚子 - CLAMP - 弘司 - 斉藤コーキ - 佐々木亮 - 佐藤正浩 - 四季童子 - C-SHOW - 士郎正宗 - 末弥純 - 鈴木理華 | - 田口順子 - 竹本泉 - 田中としひさ - 立川虫麻呂 - 槻城ゆう子 - 中村亮 - 七瀬葵 - 七水号多 - pako - ぴぃたぁそると - 幻超二 - 村枝賢一 - 米田仁士 - るりあ046 - かんくろう - 若菜等+Ki - 西川秀明 - 伊藤勢 - あらいずみるい - 尾崎弘宜 | - ぽぽるちゃ - 石垣環 - 今野隼史 - 中村龍徳 - 黑星紅白 - 田中久仁彦 - 美樹本晴彦 |

## 外部連結
- 官方網站(日文)（页面存档备份，存于）
- 舊官方網站（富士見書房） - ※ 2008年3月後停止更新
- MC教學影片(中文)（页面存档备份，存于）
- GameLives-遊戲人間:桌上遊戲玩樂社(MC中文交流網站)_[]